# Victor Gaskin
Victor Gaskin (23. listopadu 1934 – 14. července 2012) byl americký jazzový kontrabasista. Narodil se v New Yorku a zde také zahájil svou kariéru. Roku 1962 se přestěhoval do Los Angeles, kde pracoval jako studiový hudebník a také vystupoval s různými hudebníky. Byl dlouholetým členem tria klavíristy Billyho Taylora. Během své kariéry spolupracoval s mnoha dalšími hudebníky, mezi které patří například Cannonball Adderley, Wilton Felder, John Mayall a Herbie Hancock. Zemřel v roce 2012 ve věku 77 let.